# جيمس جاكسون
جيمس جاكسون (بالإنجليزية: Johnnie Jackson)‏ (15 أغسطس 1982 المملكة المتحدة - ) هو لاعب كرة قدم بريطاني، يلعب كلاعب وسط، لعب 209 مباراة وسجل 6 أهداف.

## مسيرته

### مسيرته مع المنتخبات الوطنية
- 2000 - 2000 لعب مع منتخب إنجلترا تحت 17 سنة لكرة القدم مباراة.
- 2000 - 2001 لعب مع منتخب إنجلترا تحت 18 سنة لكرة القدم 8 مباريات.
- 2002 - 2002 لعب مع منتخب إنجلترا تحت 20 سنة لكرة القدم 6 مباريات.

### مسيرته مع الأندية
- 1999 - 2006 لعب مع توتنهام هوتسبير 20 مباراة سجل خلالها هدف.
- 2002 - 2002 لعب مع سويندون تاون 13 مباراة سجل خلالها هدف.
- 2003 - 2003 لعب مع كوفنتري سيتي 5 مباريات سجل خلالها هدفين.
- 2003 - 2003 لعب مع كولتشستر يونايتد 107 مباراة.
- 2004 - 2005 لعب مع نادي واتفورد 15 مباراة.
- 2005 - 2005 لعب مع ديربي كاونتي 6 مباريات.
- 2009 - 2010 لعب مع نوتس كاونتي 24 مباراة سجل خلالها هدفين.
- 2010 - 2010 لعب مع تشارلتون أثلتيك 4 مباريات.

## روابط خارجية
- جيمس جاكسون على موقع قاعدة بيانات كرة القدم.إي يو (الإنجليزية)
- جيمس جاكسون على موقع Soccerbase.com (لاعب) (الإنجليزية)
- جيمس جاكسون على موقع Soccerway.com (الإنجليزية)
- جيمس جاكسون على موقع عالم كرة القدم.نت (الإنجليزية)